# God Rest You Merry, Gentlemen
God Rest You Merry, Gentlemen (traducibile come “Dio vi renda felici, Signori”) è una tradizionale carola di Natale inglese, originata probabilmente intorno al XV – XVI secolo, ma pubblicata per la prima volta solo nel 1823 nella raccolta a cura di William B. Sandys Christmas Carols Ancient and Modern (anche se i primi versi si trovano già in Ancient Mysteries Described di William Hone).
Si trova indicato anche con alcune varianti nell'incipit, come Come All You Worthy Gentlemen, God Rest Ye Merry, Gentlemen, God Rest Ye, Merry Christians, o God Rest You Merry People All.
Il brano è citato anche nell'opera letteraria Canto di Natale (A Christmas Carol) di Charles Dickens (1812 – 1870), e in particolare nella scena in cui Scrooge fa fuggire un gruppo di cantori di canti natalizi.

## Testo
Il testo, che ha numerosi varianti, parla della Nascita di Gesù ed invita le persone a lasciarsi trasportare dalla gioia che deriva da quest'avvenimento:
God rest ye merry, gentlemen,

Let nothing you dismay

Remember Christ our Saviour

Was born on Christmas Day

To save us all from Satan's power

When we were gone astray.

O tidings of comfort and joy,

comfort and joy;

O tidings of comfort and joy!

"Fear not," then said the angel

"Let nothing you affright

This day is born a saviour

Of a pure virgin bright

To free all those who trust in him

From Satan's pow'r and might"

O tidings of comfort and joy,

comfort and joy;

O tidings of comfort and joy!

The shepherds at those tidings

Rejoiced much in mind,

And left their flocks a-feeding

In tempest, storm and wind

And went to Bethlehem straightaway

This blessed babe to find

O tidings of comfort and joy,

comfort and joy;

O tidings of comfort and joy!

But when to Bethlehem they came

Whereat this infant lay

They found him in a manger

Where oxen feed on hay

His mother Mary kneeling

Unto the Lord did pray

O tidings of comfort and joy,

comfort and joy;

O tidings of comfort and joy!

Now to the Lord sing praises

All you within this place

And with true love and brotherhood

Each other now embrace

This holy tide of Christmas

All others doth deface

O tidings of comfort and joy,

comfort and joy;

O tidings of comfort and joy!